# Абдель-Азиз, Али
Али Ибрагим Абдель-Азиз (араб. علي عبدالعزيز; род. 5 декабря 1977, Каир, Египет) — египетский менеджер и промоутер в области смешанных единоборств, основатель компании Dominance MMA Management, бывший боец смешанных боевых искусств. Наиболее известен благодаря своей работе с рядами высококлассных бойцов в таких организациях, как UFC. Бывший исполнительный вице-президент и матчмейкер промоушена World Series of Fighting .Самый известный и успешный менеджер в индустрии смешанных боевых искусств.

## Ранние годы
Али Абдель-Азиз родился 5 декабря 1977 года в столице Египта — Каире. В раннем возрасте начал увлекаться футболом, однако потом решил заниматься дзюдо. В 1996 году переехал в США в составе Олимпийской сборной Египта на ОИ1996 в Атланте. На тот момент в составе сборной Египта по дзюдо было заявлено 2 спортсмена (Bassel El-Gharbawy и Heba Hefny), среди которых Али не было. Также от источников Марка Рассела известно, что Али прибыл в США, чтобы избежать судебного преследования в Египте за мошенничество.

## Спортивная карьера
Свою спортивную карьеру Али начал в 2004 году. Тогда он выступал на событии Ring of Fire 12 против Чи Бейтса в Колорадо.  Тогда Абдель-Азизу удалось задушить противника с помощью гильотины в первом раунде. Это была его первая и последняя победа в профессиональной карьере.
В октрябре 2005 года Али Абдель-Азиз провел бой по греплингу против японского бойца Синъи Аоки. Бой проходил в Лос-Анжелесе и завершился поражением Али.
После этого он провел еще 3 боя, последний из которых был проведен в японском промоушене Hero's против известного японского бойца Каола Уно. Бой с ним завершился в первом раунде в конце второй минуты, японцу удалось задушить Абдель-Азиза рычагом локтя. После этого он завершил профессиональную карьеру бойца.

## Карьера менеджера
После поражения в Японии, по возвращении в академию Ренцо Грейси в Нью-Йорке, где он тренировался, Грейси предложил Абдель-Азизу прекратить драться и начать работать с бойцами в качестве менеджера. В 2008 году Абдельазиз основал Dominance MMA Management.Через Dominance MMA Абдель-Азиз управляет несколькими бывшими чемпионами UFC, такими как Хабиб Нурмагомедов, Камару Усман, Джастин Гейджи и Генри Сехудо.  Он также управлял бывшей чемпионкой PFL в легком весе Кайлой Харрисон и бывшим чемпионом в полулегком весе Лэнсом Палмером.
На данный момент известно, что Абдель-Азиз является менеджером более 15 бойцов, среди которых такие известные бойцы, как Хабиб Нурмагомедов, Ислам Махачев и Чарльз Оливейра.

## Конфликты
В 2002 году Абдель-Азиз был заключен в тюрьму в Колорадо по обвинению в подделке документов . Находясь в тюрьме, он был завербован заместителем комиссара по разведке Департамента полиции Нью-Йорка Дэвидом Коэном для работы под прикрытием в базирующемся в Виргинии подразделении группы под названием «Мусульмане Америки» . Абдель-Азиз стал одним из самых высокооплачиваемых информаторов Коэна в то время, «зарабатывая сотни тысяч долларов».
16 января 2019 года RusFighters LLC подала в суд на Али и бывшего чемпиона Bellator в тяжелом весе Виталия Минакова. В иске утверждается, что Минаков нарушил эксклюзивное агентское соглашение с RusFighters, подписанное в 2016 году, когда он использовал Абдель-Азиза для подписания нового контракта. Соглашение обязывало Минакова выплачивать 20% от его валовой компенсации за выступление RusFighters LLC. Используя Абдель-Азиза, Минаков подписал соглашение с Bellator на «шесть боев с минимальной компенсацией за выступление Минакову в размере 300 000 долларов за бой, на общую минимальную сумму 1 800 000 долларов».
В 2019 году стало известно о конфликте Али Абдель-Азиза и американского бойца Колби Ковингтона, а так же о конфликте с менеджером бойца Энтони Петтиса, с которым он подрался на одном из турниров PFL. Из-за этого по сей день идут судебные разбирательства, но на карьеру успешного менеджера данный факт никак не повлиял.

## Статистика

### Смешанные единоборства
| Результат | Рекорд | Соперник            | Способ                      | Турнир          | Дата                | Раунд | Время | Место         | Примечание |
| --------- | ------ | ------------------- | --------------------------- | --------------- | ------------------- | ----- | ----- | ------------- | ---------- |
| Поражение | 1-3-0  | Каол Уно            |                             | K-1 HERO'S 8    | 12 марта 2007 г.    | 1     | 1:58  | Нагоя, Япония |            |
| Поражение | 1-2-0  | Рокки Джонсон       |                             | Ring of Fire 26 | 9 сентября 2006 г.  | 1     | 2:50  | Колорадо, США |            |
| Поражение | 1-1-0  | Такухиро Камикозоно | Сдача (зацеп пяткой)        | Ring of Fire 19 | 10 сентября 2005 г. | 1     | 1:11  | Колорадо, США |            |
| Победа    | 1-0-0  | Чи Бейтс            | Сдача (удушение гильотиной) | Ring of Fire 12 | 22 мая 2004 г.      | 1     | 1:44  | Колорадо, США |            |

### Греплинг
| Результат | Рекорд | Соперник   | Способ                       | Турнир                          | Дата               | Время | Место                    | Примечание |
| --------- | ------ | ---------- | ---------------------------- | ------------------------------- | ------------------ | ----- | ------------------------ | ---------- |
| Поражение | 0-1-0  | Синъя Аоки | Сдача (рычаг локтя в прыжке) | Rickson Gracie's Budo Challenge | 19 октября 2005 г. | 0:12  | Лос-Анджелес, Калифорния |            |

## Бойцы, с которыми сотрудничал Абдель-Азиз
Али Абдель-Азиз — известный менеджер в мире смешанных единоборств (ММА), который представляет интересы многих бойцов. Хотя не существует актуального списка на момент августа 2024 года, известны бойцы, с которыми он сотрудничал в разные времена:
- Хабиб Нурмагомедов — экс-чемпион UFC в легком весе.
- Ислам Махачев — чемпион UFC в легком весе.
- Джастин Гейджи — боец UFC в легком весе.
- Генри Сехудо — бывший чемпион UFC в легчайшем и наилегчайшем весе.
- Чарльз Оливейра — экс-чемпион UFC в легком весе.
- Фрэнсис Нганну — экс-чемпион UFC в тяжелом весе.
- Коди Гарбрандт — бывший чемпион UFC в легчайшем весе.
- Келвин Гастелум — боец UFC в полусреднем и среднем весе.
- Фрэнки Эдгар — бывший чемпион UFC в лёгком весе.
- Фабрисио Вердум — бывший чемпион мира по версии UFC в тяжёлом весе.
- Жаирзиньо Розенстрайк — суринамский боец UFC в тяжелом весе.
- Тайрон Вудли — экс-чемпион UFC в полусреднем весе.
- Алексей Олейник — российский боец в тяжелом весе.
- Камару Усман — экс-чемпион UFC в полусреднем весе.
- Крис Вайдман — экс-чемпион UFC в среднем весе.
- Жусиер Формига — бразильский боец в легчайшем весе.
- Магомед Анкалаев — российский боец в полутяжелом весе.
- Мовсар Евлоев — российский боец UFC в полулегком весе.
- Александр Волкановски — бывший чемпион UFC в полулёгком весе.
- Шон О'Mэлли — бывший чемпион UFC в легчайшем весе.
- Зубайра Тухугов — российский боец в легком весе.
- Кайла Харрисон — бывшая чемпионка PFL в легком весе
- Лэнс Палмер — бывший чемпион PFL в полулегком весе
- Шарабутдин Магомедов —  боец UFC в среднем весе.